# Courcelles-en-Bassée
Courcelles-en-Bassée település Franciaországban, Seine-et-Marne megyében. Lakosainak száma 214 fő (2022. január 1.). Courcelles-en-Bassée Saint-Germain-Laval, Salins, La Tombe, Châtenay-sur-Seine, Marolles-sur-Seine és Montigny-Lencoup községekkel határos.

## Népesség
A település népességének változása:
| Lakosok száma | 241  | 232  | 223  | 206  | 201  | 199  | 196  | 205  | 214  |
|               | 2013 | 2015 | 2016 | 2017 | 2018 | 2019 | 2020 | 2021 | 2022 |